# EDDHA
El EDDHA o ácido N,N′-etilendiamino-bis(2-hidroxifenil)acético es un agente quelante que, al igual que el EDTA, une iones metálicos como un ligando hexadentado, usando dos aminas, dos centros de fenolato y dos carboxilatos como los seis sitios de unión. Los complejos son típicamente aniónicos. El ligando en sí es un polvo blanco soluble en agua. Tanto el ligando libre como su agente quelante tetraaniónico se abrevian como EDDHA. El EDDHA contrasta con respecto a la mayoría de los agentes quelantes de ácido aminopolicarboxílico relacionados, que presentan aminas terciarias y pocos tienen grupos fenolato (NTA, DTPA, EDTA...).

## Producción

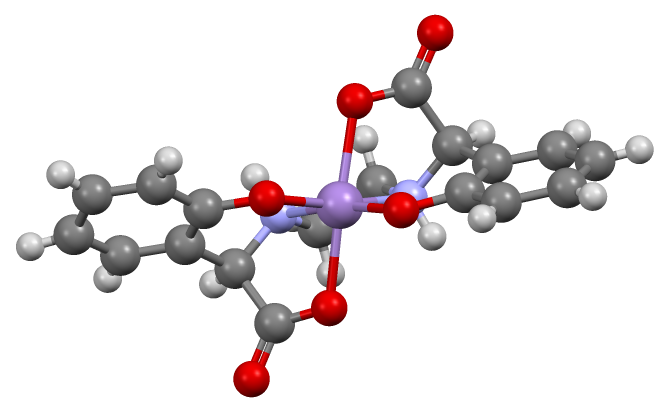
Estructura del anión [Mn(EDDHA)]^{−}, que es representativo de los complejos de simetría C_{2} relacionados.

Se produce por la reacción multicomponente que se da entre fenol, ácido glioxálico y etilendiamina. En este proceso, el condensado de base de Schiff inicial alquila el fenol. Los ligandos relacionados se pueden preparar de manera más eficiente usando para-cresol.

## Usos
Se utiliza para movilizar iones metálicos de forma análoga al uso de EDTA.
EDDHA se ha utilizado en la fitoextracción de plomo de suelos contaminados. Se degrada con la liberación de ácido salicílico.

### Corrector de carencias de hierro
En agricultura, el quelato de EDDHA con hierro (III), Fe(III) EDDHA, es el principal compuesto que se emplea como corrector de carencias de hierro para evitar o eliminar las clorosis férricas, muy frecuentes en agricultura, debido a los siguientes factores del quelato:
1. Elevada estabilidad frente a un amplio rango de pHs: El quelato es estable en un rango de pH = 3-10.[9]
2. Persistencia hacia la fotodegradación (degradación por radiación lumínica). Esto se debe al muy bajo potencial de reducción del complejo, que lo hace no reactivo en los procesos de transferencia de electrones inducidos fotoquímicamente. A pesar de estos hechos, la reducción biológica de FeIII-EDDHA por una quelato reductasa férrica es muy efectiva.[10]
3. Mejor respuesta en suelos con concentraciones de calcio elevadas, donde la partícula de hierro tiene una movilidad reducida y hace que al no haber intercambio catiónico, ésta no pueda ser asimilada por la planta. Por lo tanto es suelos con este exceso puede haber presencia de hierro pero a su vez necesitar una aportación extra para que la planta pueda realizar la fotosíntesis de forma adecuada.[11]